# G. H. Mulcaster
Pour les articles homonymes, voir Mulcaster et Bell.
G. H. Mulcaster, de son vrai nom George Blake Bell, est un acteur britannique né le 27 juin 1889 à Stanwix (en), dans le comté de Cumbria, en Angleterre, et mort le 19 janvier 1964 à Paddington, près de Londres.

## Biographie
Il fut l'époux de l'actrice britannique Diana Napier (1904–1982) de 1927 à 1932.
Il est le père de l'acteur Michael Mulcaster (1911–1984).

## Filmographie sélective
- 1918 : God Bless Our Red, White and Blue de Rex Wilson (en)
- 1920 : The Wife Who God Forgot de William Humphrey
- 1921 : Wild Heather (en) de Cecil Hepworth
- 1923 : The Pipes of Pan de Cecil Hepworth
- 1923 : Mist in the Valley (en) de Cecil Hepworth
- 1925 : The Squire of Long Hadley (en) de Sinclair Hill
- 1925 : A Girl of London (en) de Henry Edwards
- 1926 : The Wonderful Wooing (en) de Geoffrey H. Malins
- 1928 : The Man in the Iron Mask de George J. Banfield et Leslie Eveleigh
- 1928 : The Princes in the Tower de George J. Banfield et Leslie Eveleigh
- 1929 : Sacrifice de Victor Peers
- 1931 : Inquest de G. B. Samuelson (en)
- 1933 : Purse Strings de Henry Edwards
- 1934 : The Iron Duke de Victor Saville
- 1935 : The River House Mystery (en) de Fraser Foulsham
- 1936 : Second Bureau de Victor Hanbury
- 1937 : The Five Pound Man (en) de Albert Parker
- 1937 : Old Mother Riley de Oswald Mitchell (en)
- 1938 : Little Dolly Daydream de Oswald Mitchell
- 1938 : Lily of Laguna de Oswald Mitchell
- 1939 : The Lion Has Wings de Adrian Brunel, Brian Desmond Hurst, Michael Powell et Alexander Korda (non crédité)
- 1940 : Pack Up Your Troubles de Oswald Mitchell
- 1940 : Night Train to Munich de Carol Reed
- 1940 : Sailors Don't Care de Oswald Mitchell
- 1941 : This Man Is Dangerous (en) de Lawrence Huntington
- 1942 : Penn of Pennsylvania de Lance Comfort
- 1942 : Let the People Sing de John Baxter
- 1943 : The Dummy Talks (en) de Oswald Mitchell
- 1943 : My Learned Friend de Basil Dearden
- 1945 : For You Alone (en) de Geoffrey Faithfull
- 1946 : Under New Management (en) de John E. Blakeley (en)
- 1947 : The Courtneys of Curzon Street (en) de Herbert Wilcox
- 1948 : Spring in Park Lane (en) de Herbert Wilcox
- 1948 : Bonnie Prince Charlie de Anthony Kimmins
- 1949 : Cet âge dangereux (That Dangerous Age) de Gregory Ratoff
- 1949 : Les Amants du Capricorne (Under Capricorn) d'Alfred Hitchcock
- 1950 : The Naked Heart de Marc Allégret
- 1955 : Meurtre, Drogue et Compagnie (Contraband Spain) de Lawrence Huntington et Julio Salvador (es)
- 1957 : Lady of Vengeance (en) de Burt Balaban
- 1964 : Downfall de John Llewellyn Moxey